# Prix des arts de la scène (Hainaut)
Pour les articles homonymes, voir Prix des arts de la scène.
Le prix des arts de la scène est un prix décerné chaque année à un artiste hainuyer par la Direction générale des Affaires culturelles (DGAC) de la province de Hainaut.
Il a été créé en 1995. 
Il n'est pas soumis à candidature mais attribué sur proposition du jury.
Il est un des Prix du Hainaut.

## Palmarès
Citons entre autres :
- 1995 Jean-Claude Derudder, dramaturge et metteur en scène ;
- 1998 Frédéric Dussenne, acteur, metteur en scène et pédagogue
- 2000 Guy Pion, comédien et animateur du Théâtre de l'Eveil ;
- 2001 Franco Dragone, metteur en scène et directeur artistique;
- 2002 Frédéric Flamand, chorégraphe, directeur de Charleroi/Danses ;
- 2003 Isabelle Kabatu, soprano, Mons ;
- 2004 Lionel Lhote, baryton, Eugies ;
- 2005 Sylvie Landuyt, dramaturge et metteur en scène ;
- 2006 Eloi Baudimont, musicien, Tournai ;
- 2007 Alain Eloy, comédien.